# Creoleon gularis
Creoleon gularis är en insektsart som beskrevs av Navás 1926. Creoleon gularis ingår i släktet Creoleon och familjen myrlejonsländor. Inga underarter finns listade i Catalogue of Life.